# Ugo Corsi
Ugo Corsi (Pirano d'Istria, 22 marzo 1911 – Sollum, 19 giugno 1940) è stato un militare e aviatore italiano, considerato uno dei più grandi piloti acrobatici della Regia Aeronautica. Combattente nella guerra di Spagna e nella seconda guerra mondiale risulta decorato con tre Medaglie d'argento al valor militare e aver conseguito 3 vittorie aeree.

## Biografia

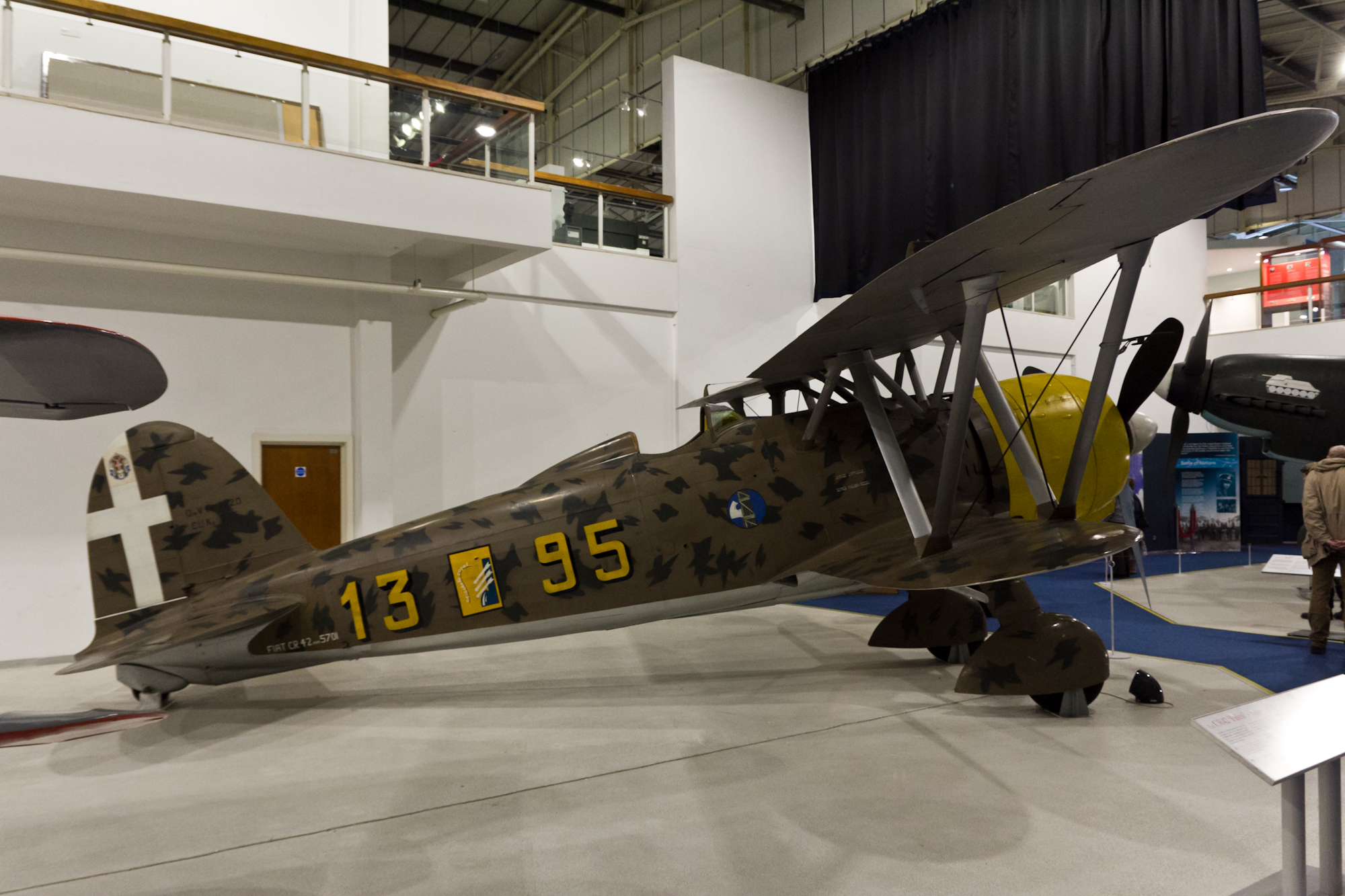
Un caccia Fiat C.R.42 Falco esposto presso il RAF Museum di Hendon.

Nacque a Pirano d'Istria il 22 marzo 1911. Nel 1929 si arruolò volontario nella Regia Aeronautica in qualità di allievo aviere, ammesso a frequentare il Corso Speciale di Pilotaggio in forza al Battaglione allievi della Scuola di volo di Capua. Compì l'iter teorico formativo, e il 1 marzo 1930 fu nominato aviere scelto. Per il conseguimento del brevetto di pilota civile fu assegnato alla Scuola di volo della Compagnia Nazionale Aeronautica (C.N.A.) sull'aeroporto del Littorio. Conseguì tale brevetto il 2 luglio 1930, volando a bordo di un Ansaldo A.1. Trasferito in forza alla 2ª Squadriglia Allenamento Caccia presso la scuola di Ghedi, conseguì il brevetto di pilota militare il 22 agosto volando su un Fiat C.R.20. Promosso sergente pilota, il 12 settembre fu assegnato a prestare servizio presso la 90ª Squadriglia del 1º Stormo Caccia Terrestre, di stanza sull'aeroporto di Campoformido.
Il 1 giugno 1931 la sua squadriglia fu trasferita al X Gruppo Caccia, appartenente al neocostituito 4º Stormo Caccia Terrestre, che operava dall'Aeroporto di Aviano. L'8 giugno di quell'anno, mentre partecipava con la sua squadriglia alla manifestazione aerea in occasione della tumulazione della salma del Duca d'Aosta nel sacrario di Redipuglia, il suo aereo si scontrò in volo con quello del tenente Mario Salvadori, comandante della 90ª Squadriglia. Entrambi i piloti si salvarono lanciandosi con il paracadute.
Dopo la fine della Grandi Manovre aeree, tenutesi dal 27 al 31 agosto, e che videro la partecipazione di ben 834 velivoli di tutti i reparti, il 4º Stormo Caccia Terrestre si trasferì sull'aeroporto di Gorizia, completando il trasferimento il 28 settembre. Il 27 maggio 1932 prese parte alla 2ª Giornata dell'Ala a Roma, e nel mese di giugno a due manifestazioni aeree su Gorizia e Trieste. Il 15 febbraio 1934 fu trasferito in forza alla 84ª Squadriglia, e poi assegnato alla Squadriglia Alta Acrobazia al comando del tenente Giovanni Tessore equipaggiata con velivoli Breda Ba.19, esibendosi nel corso di quello stesso anno in numerose manifestazioni acrobatiche. Lo scoppio della guerra d'Etiopia, avvenuta nell'ottobre 1935, portò a una quasi totale inattività della squadriglia, che riprese nel 1936, quando su invito del capo del governo ungherese Gyula Gömbös il 14 giugno la Squadriglia Alta Acrobazia si esibì alla Giarnata dell'Ala magiara a Budapest, riscuotendo un enorme successo.
Nel luglio di quell'anno dovevano tenersi a Berlino i Giochi Olimpici, che prevedevano tra le discipline ammesse per quell'edizione dal Comitato Olimpico Internazionale anche il volo acrobatico puro.
Il Regio Aero Club d'Italia, in ricordo del successo conseguito da Mario Stoppani ad Anversa nel 1920, si rivolse alla Regia Aeronautica per la designazione dei piloti che dovevano esibirsi, e alla casa costruttrice Breda per la fornitura dei velivoli adatti. Il 10 luglio i migliori "piloti solisti" degli Stormi da Caccia vennero convocati sull'aeroporto di Bresso per la gara di selezione. Dopo tre giornate di gara vennero designati a rappresentare l'Italia i seguenti piloti: capitano Ercolano Ercolani, capitano Mario Viola, sergente maggiore Guido Carestiato. mentre il capo missione era il tenente colonnello Alberto Canaveri. Come piloti di riserva furono designati lui e il sergente maggiore Giovanni Capelli. Sotto la direzione dell'ingegnere Ambrogio Colombo iniziarono subito otto giorni di intensissimi allenamenti sui quattro velivoli Breda Ba.28 appositamente allestiti per l'occasione, alla ricerca delle migliori acrobazie da esibire durante la gara.
La partenza per Berlino dei quattro aerei avvenne nel mese di luglio. Egli e Carestiato si distinsero subito dagli altri mettendosi in volo rovescio subito dopo il decollo, scommettendo che avrebbero raggiunto in quella posizione Bolzano. Durante il volo il suo aereo ebbe un problema al propulsore, e dovette atterrare in emergenza su una striscia erbosa tra le montagne circostanti. Sostituito il motore a tempo di record anche il quarto velivolo raggiunse Bolzano, da dove la formazione partì per la Germania il 26 luglio. 
Sul campo d'aviazione militare di Berlino-Rangsdorf, raggiunto dopo uno scalo tecnico a Monaco di Baviera, gli aviatori italiani trovarono le squadre di altre cinque nazioni. le gare iniziarono il giorno 29, e dopo tra giorni la classifica finale vide: La classifica finale vide vincitore il pilota tedesco Otto von Hagenburg con 658,83 punti, seguito dai cecoslovacchi Petr Široký (651,41 punti) e František Novák (641,66 punti), mentre gli italiani si piazzarono al 9º posto (Ercolani con 544,50 punti), 10° (Viola, 516,82 punti) e 11° (Carestiato, 487,33 punti), penalizzati dal fatto che gli aerei erano normali addestratori di linea, per quanto adattati, mentre gli altri piloti disponevano di macchine espressamente costruite per l'acrobazia. La squadra italiana rientrò in Italia il 4 agosto, dopo uno scalo tecnico sull'aeroporto civile di Lipsia.
Promosso sergente maggiore il 16 settembre 1936, dopo una brillante esibizione acrobatica tenutasi a Venezia, il 22 gennaio 1937 partì volontario per combattere nella guerra di Spagna, in forza alla squadriglia caccia di stanza sul campo d'aviazione di Son San Juan, Mallorca, equipaggiata con i caccia Fiat C.R.32. 
Con la costituzione del VI Gruppo caccia dell'Aviazione Legionaria, il 21 aprile 1937 lasciò le Baleari assegnato in servizio alla 32ª Squadriglia al comando del capitano Ernesto Botto. In seguito ad un incidente aereo avvenuto il 12 ottobre dovette atterrare in territorio repubblicano, venendo catturato e trascorrendo un anno in prigionia nel Castell de Montjuïc prima di essere rilasciato in seguito ad uno scambio di prigionieri. Rientrò in Italia l'11 dicembre 1938, decorato con due Medaglie d'argento al valor militare e con tre vittorie al suo attivo.
Riprese servizio attivo nel mese di dicembre, assegnato nuovamente al 4º Stormo, in forza alla 84ª Squadriglia, 8º Gruppo, del capitano Luigi Monti. Prese parte alla grande manifestazione aerea tenutasi a Gorizia il 6 luglio 1939, e il 20 agosto successivo conseguì l'abilitazione al pilotaggio del nuovo caccia monoplano Aermacchi C.200 Saetta. Dopo alcune settimane il 4º Stormo fu riequipaggiato con i biplani Fiat C.R.42 Falco, di cui conseguì l'abilitazione al pilotaggio l'8 settembre. Il 7 giugno 1940, nell'imminenza dell'entrata in guerra dell'Italia, l'84ª Squadriglia partì da Gorizia per rischierarsi sull'aeroporto T.2 dell'Aeroporto di Tobruch, in Africa settentrionale. Entrò in azione il 13 giugno, con un primo decollo su allarme dal campo d'aviazione decentrato di Bu Amad effettuato insieme a Monti. Promosso maresciallo il 15 giugno, il giorno 19 decollò per la sua ultima missione. Quel giorno 9 C.R.42 decollarono alle 8:25 dal campo T.2 di Tobruch di scorta a 5 cacciabombardieri Breda Ba.65 Nibbio della 159ª Squadriglia. Alle 8.40 ulteriori 5 C.R.42, tra cui il suo, decollarono dal campo T.2, per scortare l'intera formazione precedente, e in volo tra Sollum e Bir el Gib gli aerei italiani vennero in contatto con quattro Gloster Gladiator del No. 33 Squadron della RAF, in volo insieme ad un Hawker Hurricane Mk.I del No. 80 Squadron pilotato dal flying officer Peter G. Wykeham-Barnes. Nel seguente combattimento Wykeham-Barnes, sfruttando la maggiore velocità del suo aereo, riuscì ad abbattere due C.R.42, quello di Corsi e del tenente colonnello Armando Piragino. Piragino riuscì ad atterrare in emergenza, mentre l'aereo di Corsi fu visto precipitare in mare. Il corpo del pilota non fu mai ritrovato. Per il coraggio dimostrato fu decorato con la terza Medaglia d'argento al valor militare.

### Annotazioni
1. ↑  Durante la gioventù come sport praticò nuoto e ciclismo.
2. ↑  Si classificò al 31º posto sui 339 allievi, con votazione di 16,80/20,00.
3. ↑  In questa occasione 27 velivoli scortarono in volo, in una formazione della "a cuneo di squadriglie", i due grandi idrovolanti Dornier Do X U. Maddalena e A. Guidoni della Regia Aeronautica.
4. ↑  Per la selezione ci si avvalse di un metodo già collaudato in altre occasioni: quattro giudici dislocati in quattro punti diversi del campo d'aviazione, e con i piloti dotati di velivoli "ripuliti" di emblemi e persino del numero di matricola.
5. ↑  I piloti erano così accoppiati sui quattro aerei: il tenente colonnello Canaveri con il capitano Viola, il capitano Ercolani con il sergente Capelli mentre il sergente maggiore Carestiato e il sergente Corsi volavano da soli.
6. ↑  La Breda inviò sul posto un motore ed una squadra di tecnici che in venti ore di ininterrotto lavoro sostituirono il motore consentendo a Corsi di decollare da dove era atterrato.
7. ↑  In totale le squadre partecipanti erano sei, con quattordici piloti. I due giudici designati per l'Italia, su un totale di dodici, furono il tenente colonnello Canaveri, e l'addetto aeronautico all'ambasciata d'Italia a Berlino, tenente colonnello Teucci.
8. ↑  Il capitano Ercolani nell'eseguire un looping rovescio a bassissima quota ne uscì per un pelo, solcando con il timone di profondità dell'aereo una decina di metri di prato erboso del campo di gara.
9. ↑  La classifica finale vide: 1° Otto von Hagenburg - Germania punti 658,83; 2° Široký - Cecoslovacchia punti 651,41; 3° Novák - Cecoslovacchia punti 641,66; 4° Fleurquin - Francia punti 639,99; 5° Achgelis - Germania punti 631,41; 6° Stoehr - Germania punti 628,66; 7° Hoerning - Svizzera punti 619,83; 8° Ambrus (secondo altre fonti Josef Hubáček) - Cecoslovacchia punti 597,98; 9° Ercolani - Italia punti 544,50; 10° Viola - Italia punti 516,82; 11° Carestiato - Italia punti 487,33; 12° Papana - Romania punti 435; 13° Cavalli - Francia punti 418,10; 14° Blanc - Francia punti 409,25.
10. ↑  Al comando del capitano Giuseppe D'Agostinis la squadriglia era nota con il nome ufficioso di "Squadriglia Mussolini".
11. ↑  Quel giorno 9 C.R.32 della 31ª Squadriglia, al comando del capitano Ugo Borgogno, e 9 della 32ª, al comando del capitano Ernesto Botto, intercettarono una formazione avversaria composta da 9 bombardieri Tupolev SB, con la scorta di 13 caccia Polikarpov I-15 e 19 I-16. Nel seguente combattimento il suo C.R.32 entrò in collisione con quello pilotato dal sottotenente Francis Leoncini ed egli dovette lanciarsi con il paracadute.

### Fonti
1. 1 2 3  Gatti 2015, p. 48.
2. 1 2 3 4 5  Gatti 2015, p. 49.
3. 1 2 3 4 5 6 7  Gatti 2015, p. 50.
4. 1 2 3 4 5  Gatti 2015, p. 51.
5. 1 2 3 4 5 6 7 8 9  Rocchi 2008, p. 6.
6. 1 2 3 4 5  Rocchi 2008, p. 7.
7. ↑  Rocchi 2008, p. 8.
8. ↑  Gatti 2015, p. 52.
9. ↑  Gatti 2015, p. 54.
10. 1 2 3 4 5 6  Gatti 2015, p. 55.
11. 1 2 3  Gatti 2015, p. 56.
12. 1 2 3 4  Gatti 2015, p. 57.
13. ↑  Registrato alla Corte dei Conti il 18 maggio 1954, registro n.14 Aeronautica, foglio n.263.